# Dave Thomas (empresário)
Rex David Thomas (2 de julho de 1932 - 8 de janeiro de 2002) foi um empresário, filantropo e magnata do fast food estadunidense. Thomas foi o fundador e diretor executivo da Wendy's, uma rede de restaurantes de fast food especializada em hambúrgueres. Nessa função, Thomas apareceu em mais de 800 anúncios comerciais da rede de 1989 a 2002, mais do que qualquer outro fundador de empresa na história da televisão.

## Início da vida
Rex David Thomas nasceu em 2 de julho de 1932, em Atlantic City, Nova Jersey. O nome de seu pai biológico era Sam e o nome de sua mãe biológica era Molly. Thomas foi adotado entre seis semanas e seis meses depois por Rex e Auleva Thomas, e, quando adulto, tornou-se um conhecido defensor da adoção, criando a Fundação Dave Thomas para Adoção. Após a morte de sua mãe adotiva, quando ele tinha cinco anos, seu pai se aventurou pelo país em busca de trabalho. Thomas passou parte de sua infância perto de Kalamazoo, Michigan, com sua avó, Minnie Sinclair, a quem ele atribui o ensino da importância do serviço e de tratar os outros bem e com respeito, lições que o ajudaram em sua futura vida empresarial.
Aos 12 anos, Thomas teve seu primeiro emprego no Regas Restaurant, um restaurante de alta gastronomia no centro de Knoxville, Tennessee, mas o perdeu em uma disputa com seu chefe. Ele jurou nunca mais perder outro emprego. Décadas depois, o Regas Restaurant instalou um grande pôster autografado por Thomas logo na entrada, que permaneceu até o fechamento do estabelecimento em 2010. Aos 15 anos, ele estava se mudando com seu pai e trabalhando no Hobby House Restaurant em Fort Wayne, Indiana. Quando seu pai se preparou para se mudar novamente, Thomas decidiu ficar em Fort Wayne, abandonando o ensino médio para trabalhar em tempo integral no restaurante. Thomas, que considerava o abandono de seus estudos o maior erro de sua vida, não se formou no ensino médio até 1993, quando obteve um GED.
Posteriormente, ele se tornou um defensor da educação e fundou o Centro Educacional Dave Thomas em Coconut Creek, Flórida, que oferece aulas de GED para jovens adultos.

## Carreira

### Exército dos Estados Unidos
Na eclosão da Guerra da Coreia, em 1950, em vez de esperar pelo alistamento, ele se voluntariou para o Exército dos Estados Unidos aos 18 anos para obter alguma opção de designação. Com experiência em produção de alimentos e serviços, Thomas solicitou a Cook's and Baker's School em Fort Moore, Geórgia. Ele foi enviado para a Alemanha Ocidental como sargento de refeitório e era responsável pelas refeições diárias de 2.000 soldados, chegando ao posto de segundo sargento. Após sua dispensa em 1953, Thomas retornou a Fort Wayne e ao Hobby House Restaurant.

### Carreira no setor defast food

#### KFC
Em meados da década de 1950, o fundador do Kentucky Fried Chicken (KFC), Coronel Harland Sanders, foi a Fort Wayne, na esperança de encontrar donos de restaurantes com negócios estabelecidos para tentar vender franquias do KFC. A princípio, Thomas - que era o cozinheiro-chefe de um restaurante - e a família Clauss recusaram a oferta de Sanders, mas Sanders persistiu, e a família Clauss franqueou seu restaurante para o KFC; mais tarde, eles também foram proprietários de muitas outras franquias do KFC no Centro-Oeste dos Estados Unidos. Durante esse período, Thomas trabalhou com Sanders em muitos projetos para tornar o KFC mais lucrativo e dar reconhecimento à sua marca. Entre outras ideias de melhorias, Thomas sugeriu que o KFC reduzisse o número de itens em seu cardápio e, em vez disso, se concentrasse em um prato exclusivo; ele também propôs que o KFC fizesse comerciais em que Sanders aparecesse pessoalmente. Thomas foi enviado pela família Clauss, em meados da década de 1960, para ajudar a recuperar quatro de suas lojas KFC em Columbus, Ohio, que estavam em dificuldades.
Em 1968, Thomas havia aumentado tanto as vendas dos quatro restaurantes de frango frito que vendeu sua participação de volta para Sanders por mais de US$ 1,5 milhão. Essa experiência se mostrou inestimável para Thomas quando ele fundou a Wendy's cerca de um ano depois.

#### Arthur Treacher's
Depois de atuar como diretor regional do KFC, Thomas passou a fazer parte do grupo de investidores que fundou o Arthur Treacher's. Seu envolvimento com o novo restaurante durou menos de um ano, antes de fundar a Wendy's.

#### Wendy's
Thomas abriu sua primeira loja Wendy's em Columbus, Ohio, em 15 de novembro de 1969. Esse restaurante original permaneceu em funcionamento até 2 de março de 2007, quando foi fechado devido à queda nas vendas. Thomas batizou o restaurante com o nome de sua filha de oito anos, Melinda Lou, cujo apelido era "Wendy", devido à incapacidade da criança de dizer seu próprio nome desde pequena. De acordo com a Bio TV, Dave afirma que as pessoas apelidavam sua filha de "Wenda. Não era Wendy, e sim Wenda. Vou lhe dar o nome de Wendy's Old Fashioned Hamburgers." Antes de sua morte em 2002, Thomas admitiu arrependimento por ter dado à franquia o nome de sua filha, dizendo: "Eu deveria ter dado o meu próprio nome, porque isso colocava muita pressão sobre [ela]."
Em 1982, Thomas pediu demissão de suas operações diárias na Wendy's. No entanto, em 1985, várias decisões de negócios da empresa, incluindo um novo cardápio de café da manhã que não fez sucesso e a perda de reconhecimento da marca devido a esforços de marketing fracassados, levaram o novo presidente da empresa a insistir para que Thomas voltasse a ter um papel mais ativo na Wendy's. Thomas começou a visitar as franquias e a defender sua atitude trabalhadora, chamada de "atitude de balde de esfregão". Em 1989, ele assumiu um papel importante como porta-voz de TV em uma série de comerciais da marca. Thomas não era um ator nato e, inicialmente, suas atuações foram criticadas como rígidas e ineficazes pelos críticos de publicidade.
Em 1990, após os esforços da agência de publicidade da Wendy's, Backer Spielvolgel Bates, para inserir humor na campanha, foi tomada a decisão de retratar Thomas de uma maneira mais autodepreciativa e folclórica, o que se mostrou muito mais popular entre o público de teste. O reconhecimento da marca Wendy's pelo consumidor acabou recuperando níveis que não eram alcançados desde a campanha altamente popular "Where's the beef?" (Onde está a carne?) da octogenária Clara Peller em 1984.
Com seu estilo natural de autoconfiança e sua maneira descontraída, Thomas rapidamente se tornou um nome conhecido. Uma pesquisa da empresa durante os anos 90, década em que Thomas estrelou todos os comerciais da Wendy's que foram ao ar, revelou que 90% dos americanos sabiam quem era Thomas. Depois de mais de 800 comerciais, ficou claro que Thomas desempenhou um papel importante no status da Wendy's como uma das hamburguerias mais populares dos EUA.

#### The Wellington School
Em 1982, Thomas e um consórcio de empresários criaram e lançaram a The Wellington School em Upper Arlington, Ohio. O grupo de empreendedores passou três anos refinando planos, arrecadando dinheiro, encontrando uma propriedade e recrutando professores e alunos.
A escola foi inaugurada com 137 alunos e 19 funcionários como a primeira escola independente mista na área metropolitana da grande Columbus. A primeira turma de formandos foi em 1989, com 32 alunos. Em 2010, um novo prédio de 7.100 m² foi inaugurado. Em 2012, teve início o programa pré-escolar Little Jags para crianças de 3 anos de idade.

## Vida pessoal
Thomas era cristão. Ele foi casado por 47 anos com Lorraine Thomas e constituiu família com ela em Upper Arlington, Ohio. Além de Melinda, eles tiveram mais três filhas - Pam, Lori e Molly - e um filho, Kenny. Após a morte de Kenny em 2013, suas irmãs continuaram a ser proprietárias e administradoras de várias unidades da Wendy's. Thomas fundou a rede Sisters Chicken and Biscuits em 1978, nomeada em referência às suas outras três filhas.

### Morte
Thomas foi acometido por um tumor neuroendócrino carcinoide por uma década, antes de sofrer metástase no fígado. Ele faleceu em 8 de janeiro de 2002, em sua casa em Fort Lauderdale, Flórida, aos 69 anos de idade. Thomas foi enterrado no Union Cemetery em Columbus, Ohio. Na época de sua morte, havia mais de 6.000 restaurantes Wendy's em funcionamento na América do Norte.

## Honras e afiliações
Em 1979, Thomas recebeu o Prêmio Horatio Alger por seu sucesso com a rede de restaurantes Wendy's, que alcançou vendas anuais de US$ 1 bilhão com franquias na época.
Em 1980, Thomas recebeu o Prêmio Golden Plate da American Academy of Achievement.
Thomas, percebendo que seu sucesso como aluno que abandonou o ensino médio poderia convencer outros adolescentes a abandonarem a escola (algo que mais tarde ele afirmou ter sido um erro), tornou-se aluno da Coconut Creek High School. Ele obteve seu GED em 1993. Thomas foi incluído no Hall da Fama dos Negócios dos EUA da Junior Achievement em 1999.
Thomas era um coronel honorário do Kentucky, assim como o ex-chefe Harland Sanders.
Thomas recebeu postumamente a Medalha Presidencial da Liberdade em 2003.
Um pequeno quarteirão triangular e o padrão de tráfego circundantes no quadrante nordeste de Washington, D.C., são conhecidos não oficialmente como Dave Thomas Circle, devido à presença de longa data de uma franquia da Wendy's e seu estacionamento nesse quarteirão.